# Le Père Goriot
Le Pére Goriot (O Pai Goriot, na edição da Comédia Humana organizada por Paulo Rónai) é um romance de Honoré de Balzac. O livro também foi traduzido em Portugal por António de Sousa, em 1969, com o título O Tio Goriot.
É talvez um dos mais conhecidos da Comédia Humana, obra monumental com 96 romances e novelas, tendo sido publicado originalmente em quatro números sucessivos na Revue de Paris no inverno de 1834/35 e logo depois em livro em 1835. 
O romance faz parte dos "Estudos dos Costumes - Cenas da Vida Privada" e transcorre em Paris a partir de novembro de 1819, na época da Restauração dos Bourbons. É uma história de duas filhas ingratas que arrancam tudo do pai para depois o abandonarem (e nem sequer o visitarem no leito de morte), uma espécie de transposição do drama de Rei Lear para a primeira metade do século XIX. ("Ah, meu amigo, não se case, não tenha filhos! Você lhes dá a vida e eles lhe dão a morte", recomenda Goriot no leito de morte.) 
É também a história da iniciação de um jovem ambicioso, mas de coração puro, Eugène de Rastignac (Eugênio na edição organizada por Paulo Rónai), nos vícios e vaidades da alta sociedade, e seu posterior desencanto, no estilo de Julien Sorel de O Vermelho e o Negro. ("As almas belas não podem ficar muito tempo neste mundo. Realmente, como se poderiam aliar os grandes sentimentos a uma sociedade mesquinha, pequena, superficial?")
Outro personagem fascinante é o criminoso foragido Vautrin (conhecido no mundo do crime como Engana-A-Morte), "protótipo dos grandes revoltados do século XIX, o herói romântico por excelência", que sonha em emigrar para a América e tenta ajudar nosso herói a enriquecer combinando um casamento a um assassinato (do irmão de uma jovem abandonada pela família rica). Aliás uma questão moral central ao romance, tirada de Rousseau, é: “Se lhe fosse possível matar à distância, sem nenhum contato físico nem risco de ser descoberto (e sem infligir sofrimento à vítima), um velho mandarim chinês para ficar com sua fortuna, você o faria?” 
Como nas novelas televisivas contemporâneas, temos aqui o núcleo pobre (a sórdida pensão Casa Vauquer) contrapondo-se ao núcleo rico (a aristocracia parisiense que Balzac tão bem soube descrever), e personagens (o pai Goriot, Eugênio) circulando entre um ambiente e o outro, numa tensão contrastante. 
Engels, companheiro de Karl Marx, certa vez declarou acerca da obra de Balzac: "Balzac, que considero um mestre do realismo bem superior a todos os Zolas do passado, presente e futuro, na Comédia Humana [...] reúne uma história completa da Sociedade Francesa da qual, mesmo nos seus pormenores econômicos (por exemplo, a redistribuição da propriedade imobiliária e pessoal depois da Revolução Francesa), aprendi mais do que de todos os professos historiadores, economistas e estatísticos da época juntos" (Carta a Margaret Harkness de abril de 1888).

W. Somerset Maugham, em seu livro Ten novels and their authors, escreve: "Se alguém que nunca tivesse lido Balzac me pedisse para lhe indicar o romance que melhor o representa e que dá ao leitor tudo aquilo que o autor era capaz de dar, eu lhe recomendaria sem hesitação O pai Goriot.”
A obra recebeu resenhas heterogêneas. Alguns críticos elogiaram o autor pelos personagens complexos e atenção aos detalhes, enquanto outros o condenaram pelas descrições de corrupção e ganância. O livro rapidamente conquistou popularidade, tendo sido adaptado no cinema e teatro. 

## Enredo
Com uma dedicatória "Ao grande e ilustre Geoffroy Saint-Hilaire como testemunho de admiração por seus trabalhos e seu gênio", O Pai Goriot conta uma história que é uma das colunas do conjunto balzaquino. 
O romance começa com a descrição da sórdida e quase repugnante Casa Vauquer, uma pensão parisiense situada na rue Neuve-Sainte-Geneviève, pertencente à viúva Vauquer. Diversos moradores ali convivem, entre eles o estudante de Direito Eugène (Eugênio) de Rastignac, um misterioso agitador chamado Vautrin e um antigo fabricante de massas aposentado chamado Jean-Joachim (João Joaquim) Goriot, apelidado de pai Goriot, que fez fortuna durante a revolução. O velho é alvo da chacota de todos os moradores da pensão, que descobrem que ele empobreceu para sustentar suas duas filhas bem casadas.
Rastignac, oriundo de uma família provincial modesta, fica deslumbrado com a vida parisiense. Rapidamente larga os estudos e tenta penetrar na alta sociedade. Para isso, recebe a ajuda da prima, a viscondessa de Beauséant, que o convida a um baile onde ele conhece Anastasie (Anastácia) de Restaud. Tenta se aproximar dela, sendo frustrado pelo fosso cultural e sobretudo financeiro que o separa da dama, de seu marido e de seu amante. Humilhado, volta a ver sua prima, que o inicia nos mistérios da alta sociedade. Ela lhe revela igualmente o segredo de Anastácia: ela é filha do pai Goriot. Este quase se arruinou para satisfazer, pagar o dote e casar bem suas duas filhas, Anastácia de Restaud e Delphine (Delfina) de Nucingen, que o mantêm afastado de suas vidas. Elas vivem vidas luxuosas com seus maridos aristocratas, mas se envergonham com a forma como seu pai enriqueceu. Mas não hesitam em aceitar sua ajuda quando premidas por problemas financeiros.
Vautrin, enquanto isso, revela cinicamente a Rastignac o funcionamento da sociedade e os meios de se tornar poderoso. Quer que este faça fortuna e insiste que se case com a srta. Taillefer, de cujo irmão trama a morte num duelo para que ela receba a fortuna do pai. Rastignac se recusa a compactuar com esse ato criminoso. Envolve-se numa relação amorosa com Delfina, uma das filhas de Goriot. Uma investigação revela que Vautrin é um antigo forçado, Jacques Collin, que acaba sendo capturado na pensão pelos agentes da polícia.
O Pai Goriot, que planejava deixar a pensão com Rastignac para morar junto com a filha Delfina, morre ao descobrir brutalmente a situação familiar e financeira catastrófica das filhas. Pouco tempo antes, Bianchon, um dos pensionistas e amigo de Rastignac, diagnosticara nele uma grave crise de apoplexia.
Rastignac assiste ao enterro do velho, que as filhas sequer acompanham ao cemitério. Embora comovido pela desgraça de Goriot, Rastignac se deixa dominar pela paixão do poder e dinheiro e, subjugado pela vista dos bairros ricos de Paris, se lança à conquista da capital: "Agora, é entre nós dois!"